# Чернорецк
Чернорецк (каз. Чернорецк) — село в Павлодарском районе Павлодарской области Казахстана. Расположено в 60 км к северу от Павлодара, на берегу реки Иртыш. Административный центр Чернорецкого сельского округа. Код КАТО — 556065100.

## История
Село было основано в 1720 году как Чернорецский форпост на Иртышской укреплённой линии. По реестру в 1744 году в форпосте проживало 59 служивых человек. С 1838 года после упразднения укреплённой линии Чернорецк стал казачьим посёлком, приписанным к Коряковской, потом Павлодарской станицам Сибирского линейного казачьего войска. В конце XIX века — начале XX века с 1 по 13 ноября в селе проходила Николаевская ярмарка.
С 1920 года село входило в состав Песчанской волости Павлодарского уезда Семипалатинской области, с 1928 года — в составе Павлодарского района.
Село было центральной усадьбой бывшего молочно-мясного совхоза «Пресновский», образованного в 1954 году на базе нескольких колхозов.

## Население
В 1985 году в селе проживало 2552 человека. В 1999 году население села составляло 1763 человека (815 мужчин и 948 женщин). По данным переписи 2009 года, в селе проживало 1499 человек (718 мужчин и 781 женщина).